# Beta Monocerotis
Beta Monocerotis (β Mon / 11 Monocerotis), también conocida como Cerastes, es una estrella en la constelación de Monoceros, el unicornio, de magnitud aparente +3,76. Un poco más brillante que α Monocerotis y γ Monocerotis, se sitúa como la más brillante de la constelación. 
Situada a 690 años luz del sistema solar, Beta Monocerotis es un sistema estelar triple, en el cual, curiosamente, las tres componentes son iguales, estrellas blanco-azuladas de tipo espectral B3V. De oeste a este han sido nombradas con las letras A, B y C. Con una masa de 7, 6,2 y 6 masas solares respectivamente, son estrellas muy jóvenes con una edad estimada de 34 millones de años —compárese con los 4600 millones de años de edad del Sol. Las tres estrellas tienen altas velocidades de rotación —entre 123 y más de 300 km/s— y son estrellas Be. Las componentes B y C son las más próximas entre sí, separadas 590 UA, mientras que la componente A orbita alrededor del par BC a 1570 UA, siendo su período orbital de al menos 14.000 años.
Con un pequeño telescopio se puede observar el sistema, siendo la componente A la más brillante con magnitud +4,6, mientras que las magnitudes de B y C son +5,4 y +5,6 respectivamente. A y B están separadas 7,4 segundos de arco, mientras que la separación entre B y C es de 2,8 segundos de arco.